# Chiesa del Santissimo Nome di Maria (Lipari)

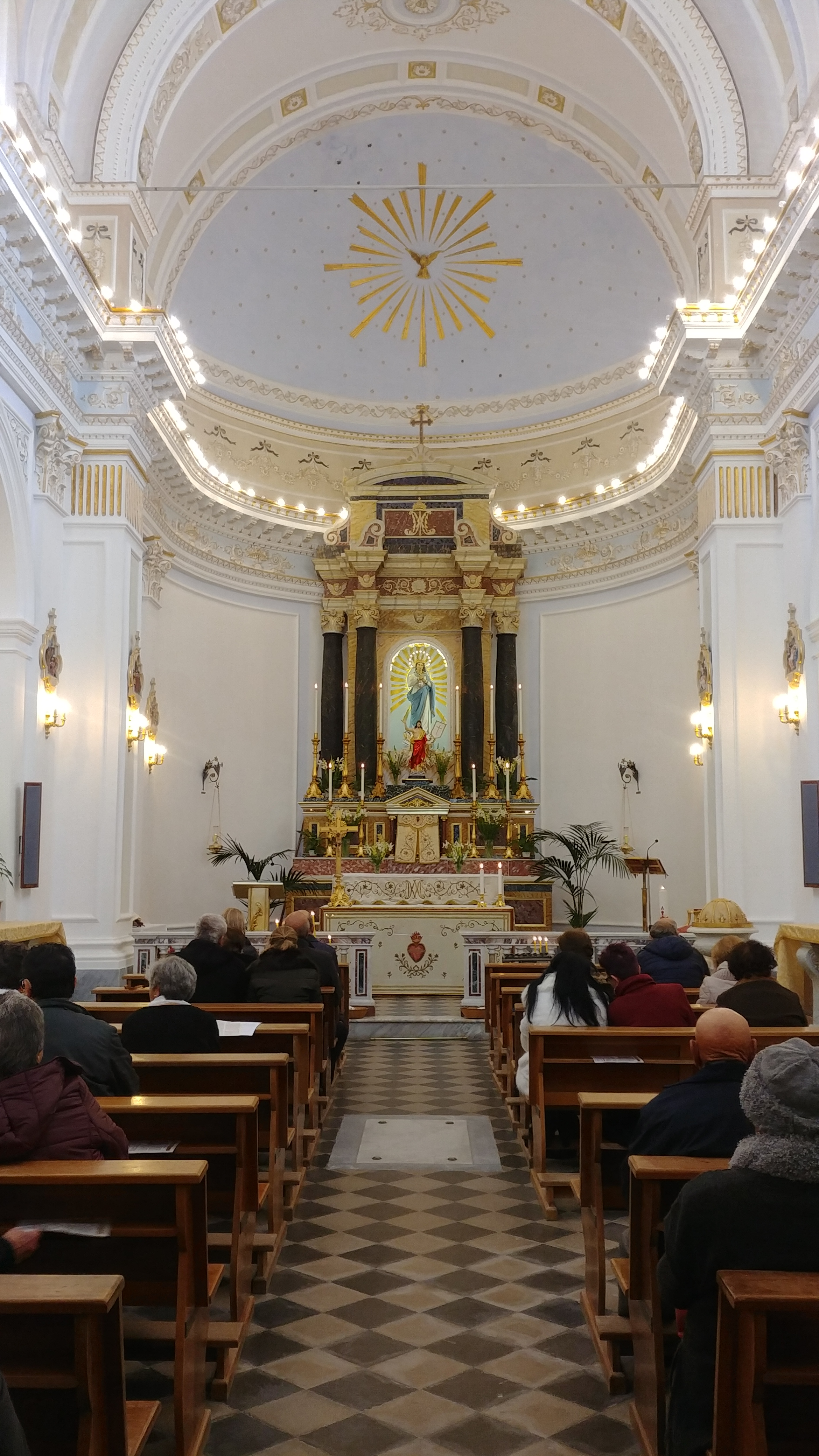

La chiesa del Santissimo Nome di Maria è sita nella contrada di Pirrera, nell'Isola di Lipari. Risalente al 1589 per volere del vescovo Martino D'Acugna, fu successivamente ampliata e completata nel 1908 sotto la guida pastorale del canonico Giovanni Paino, anche grazie al contributo del Comune di Lipari di mille lire.
Edificio di considerevoli dimensioni, secondo per grandezza nelle zone rurali di Lipari, è ricco di stucchi decorati in foglia d'oro, tra cui spicca il cornicione. Sono presenti al suo interno otto statue: del SS. Nome di Maria, di S. Giovanni Battista, di S. Bartolomeo, dell'Addolorata, del Sacro Cuore di Gesù, della Madonna di Pompei, di S. Antonio da Padova e di S. Agnese. Sotto il pavimento della chiesa è situata la cripta, utilizzata agli inizi del secolo scorso per seppellire i defunti della contrada, sino alla realizzazione nel 1936 del cimitero.
Da curazia qual era prima, negli anni '40 fu elevata a parrocchia dal vescovo Bernardino Salvatore Re.

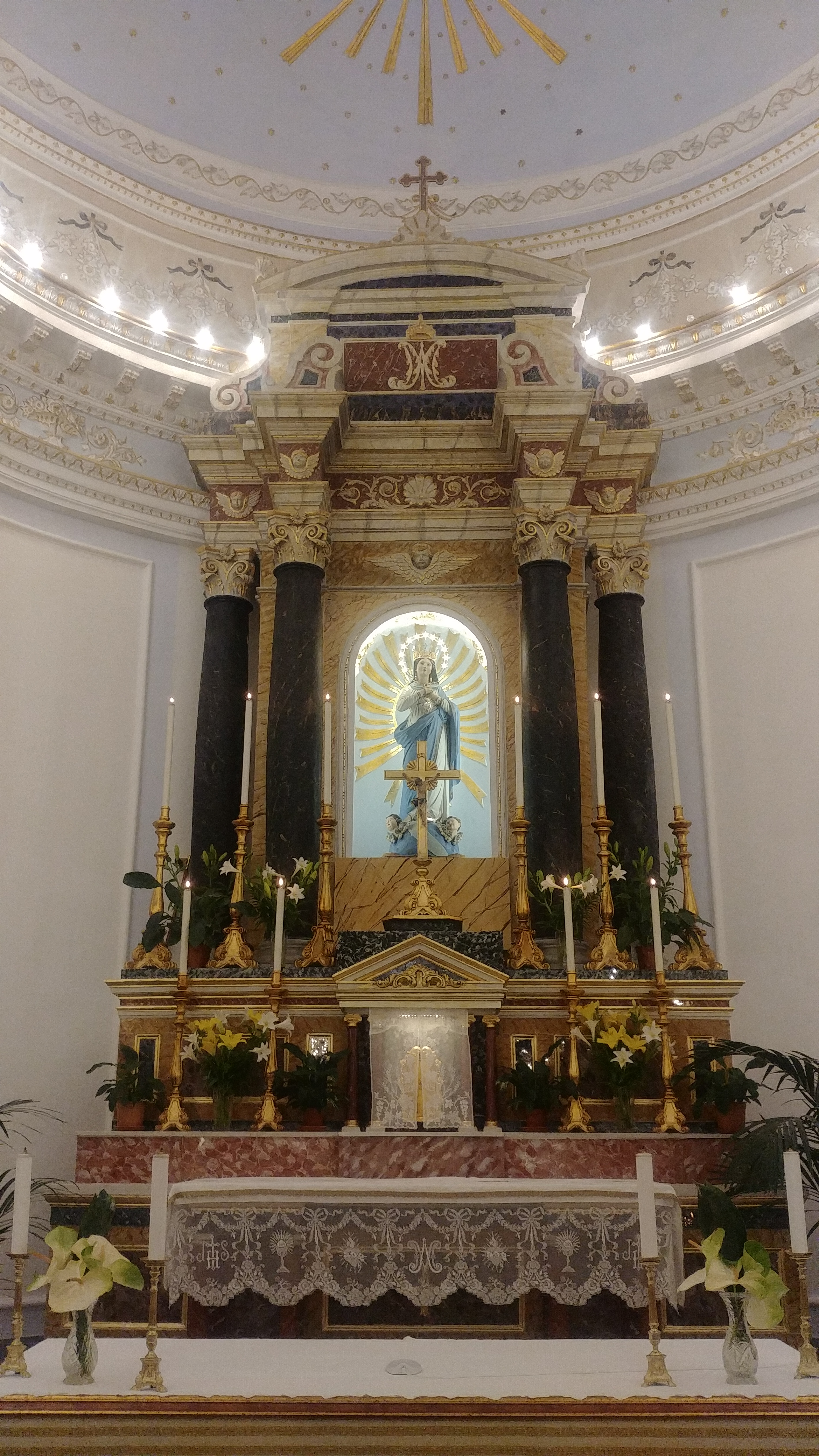
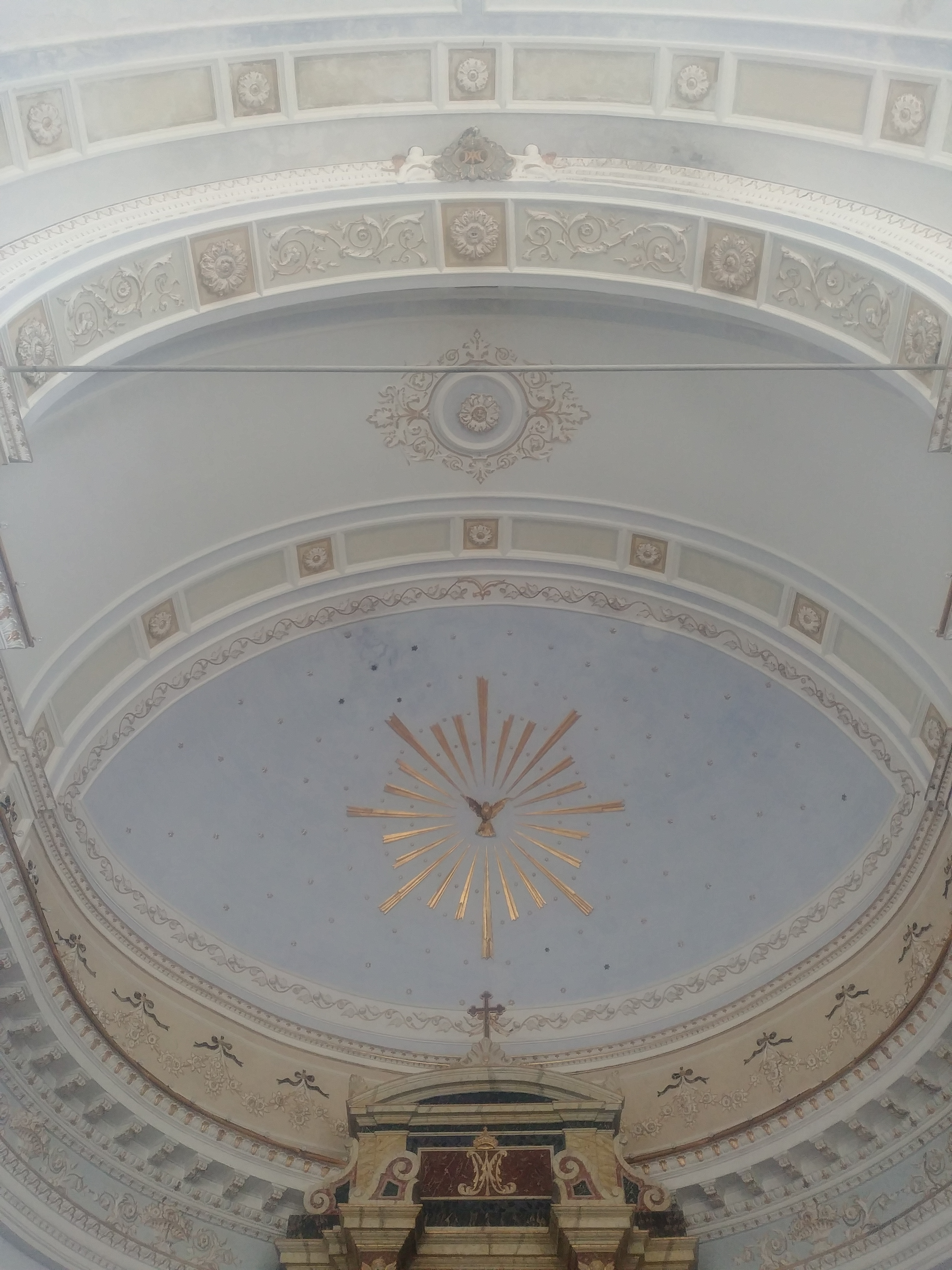
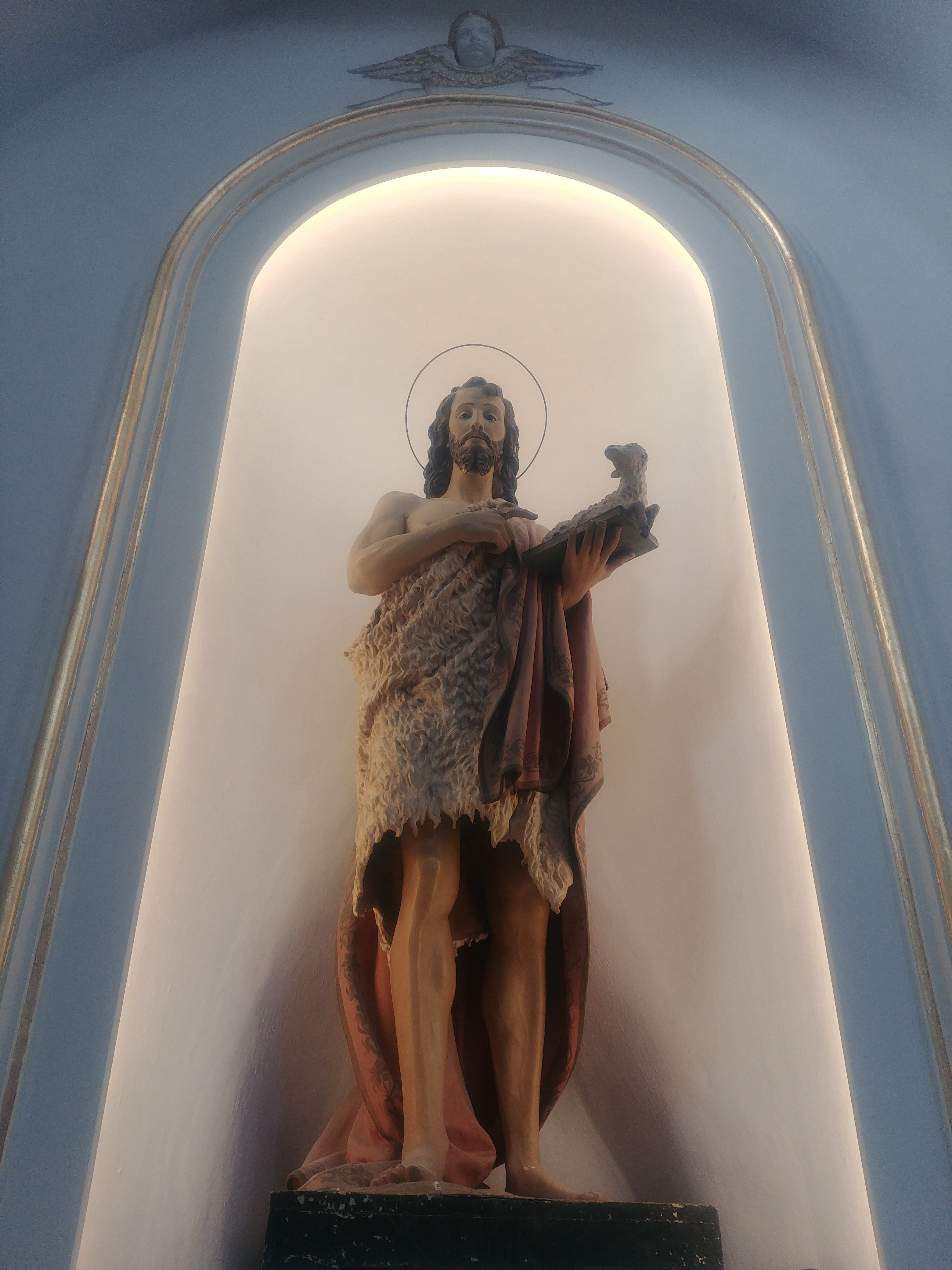
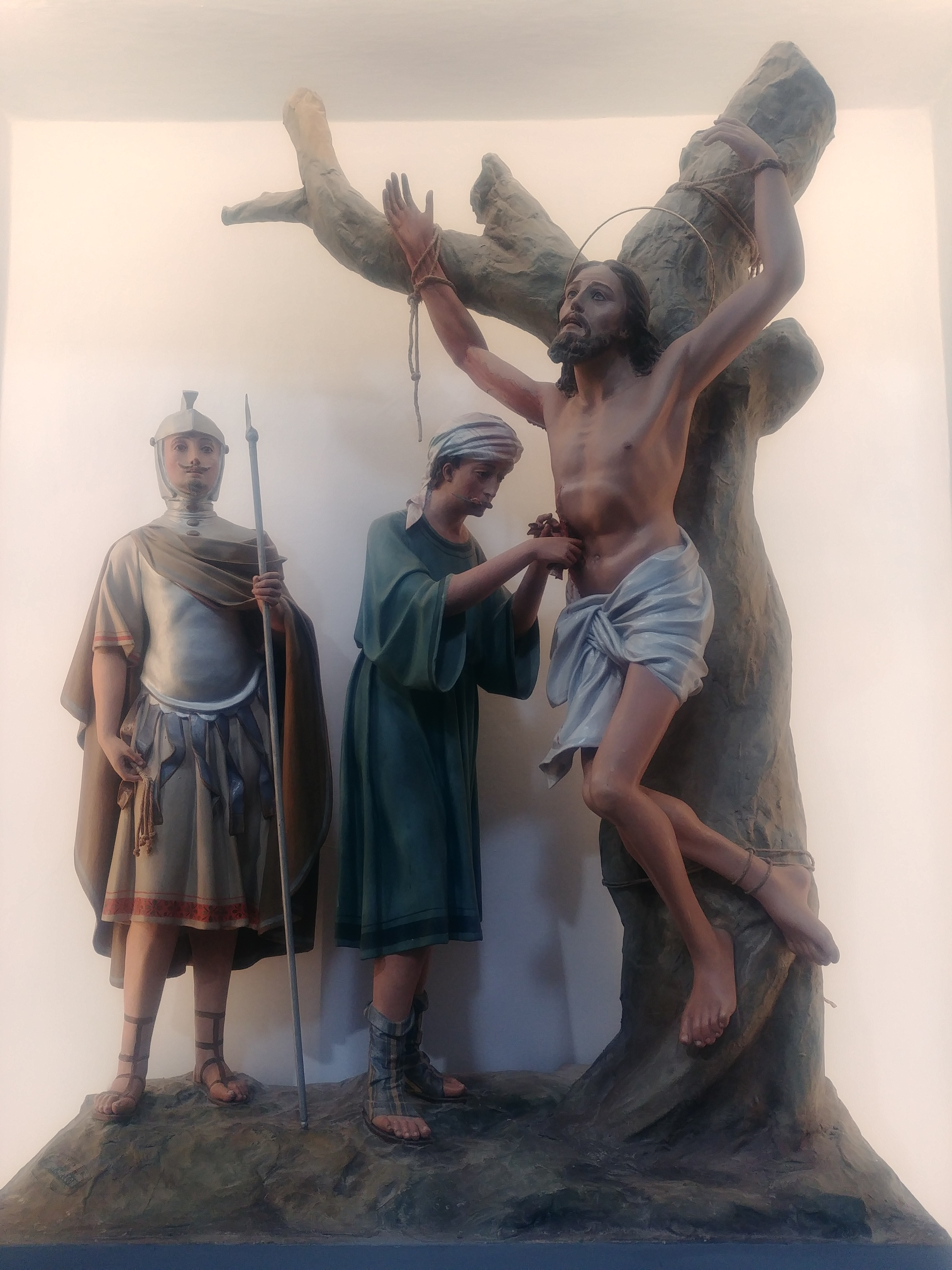
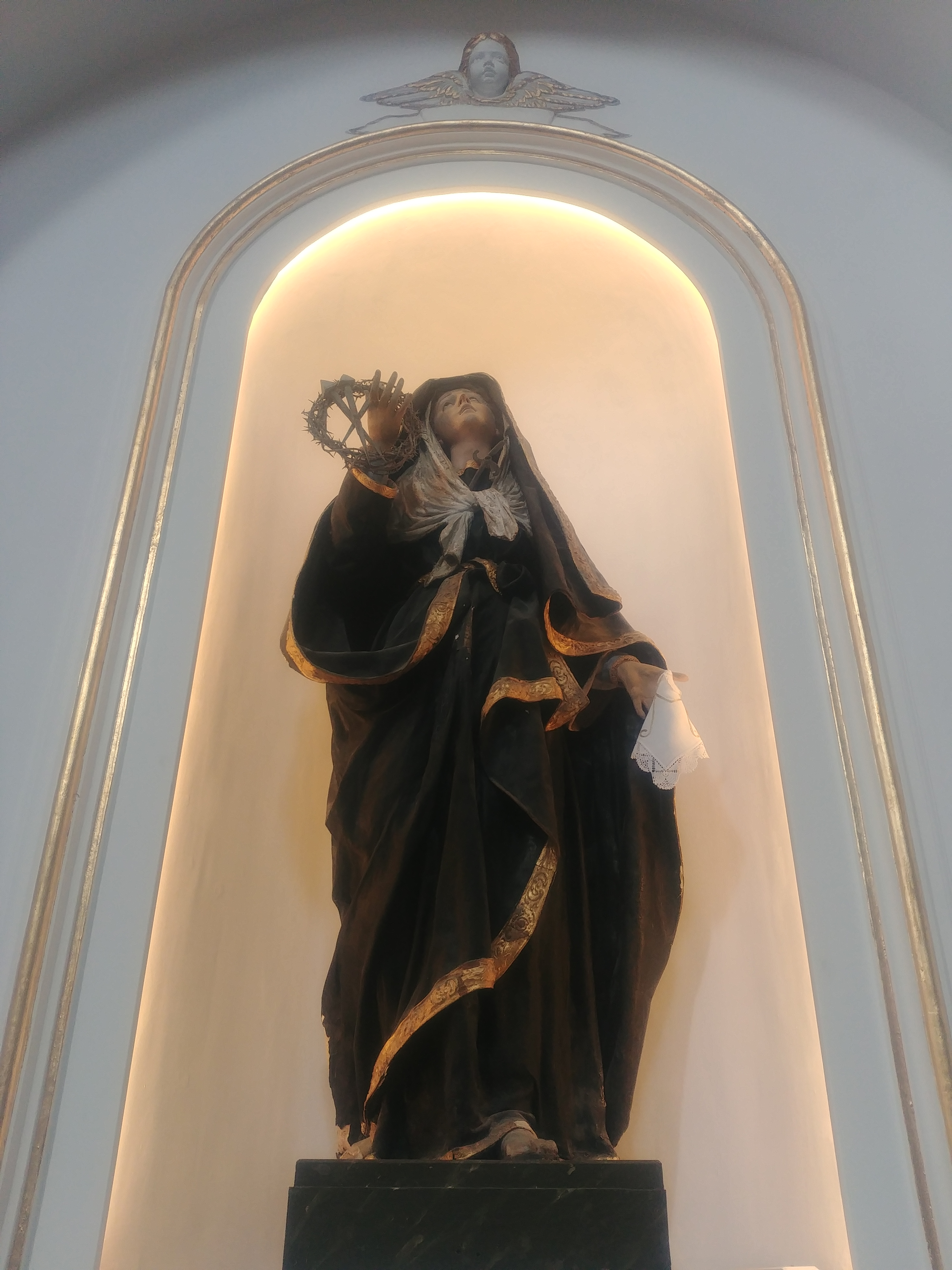
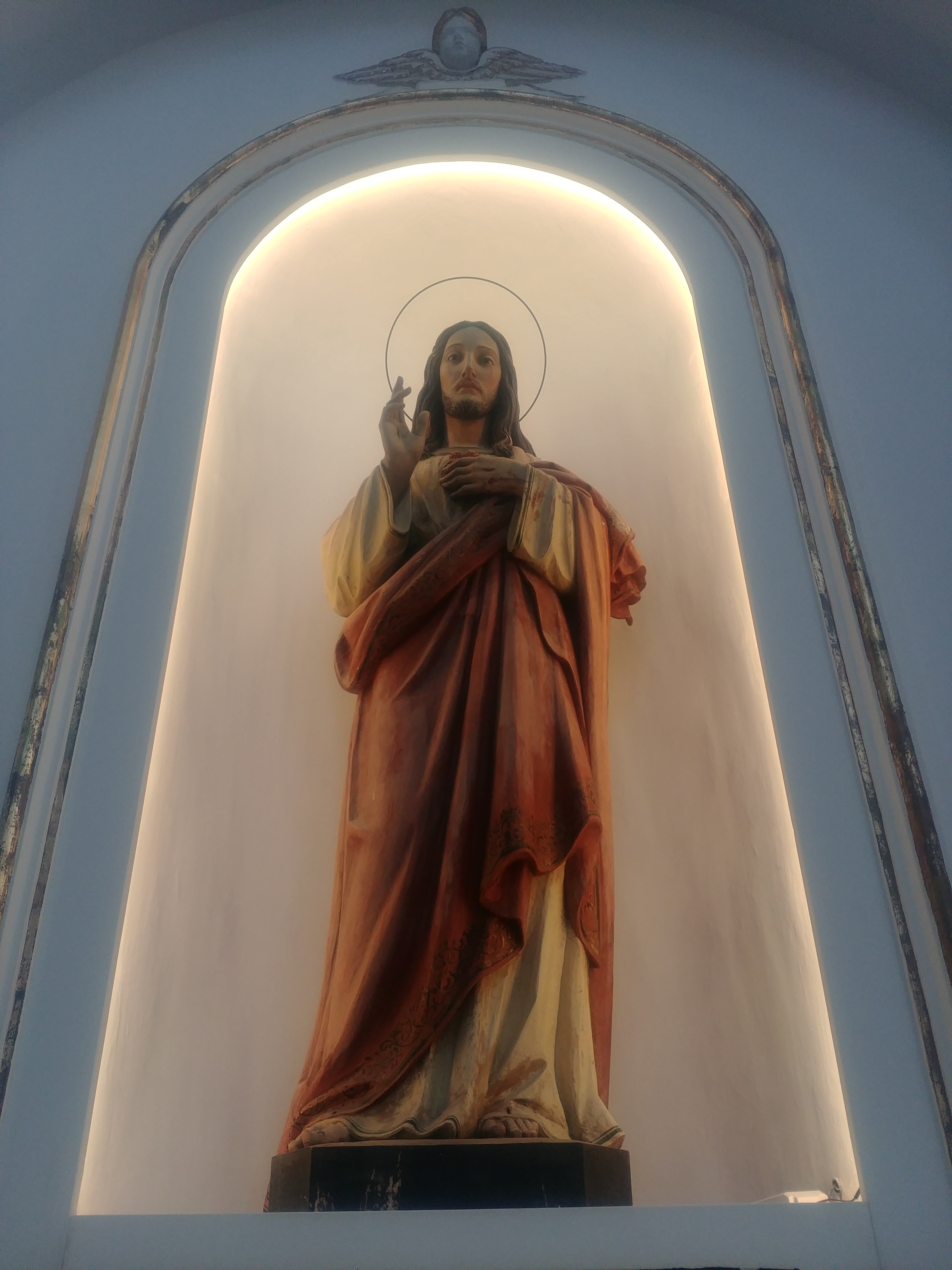
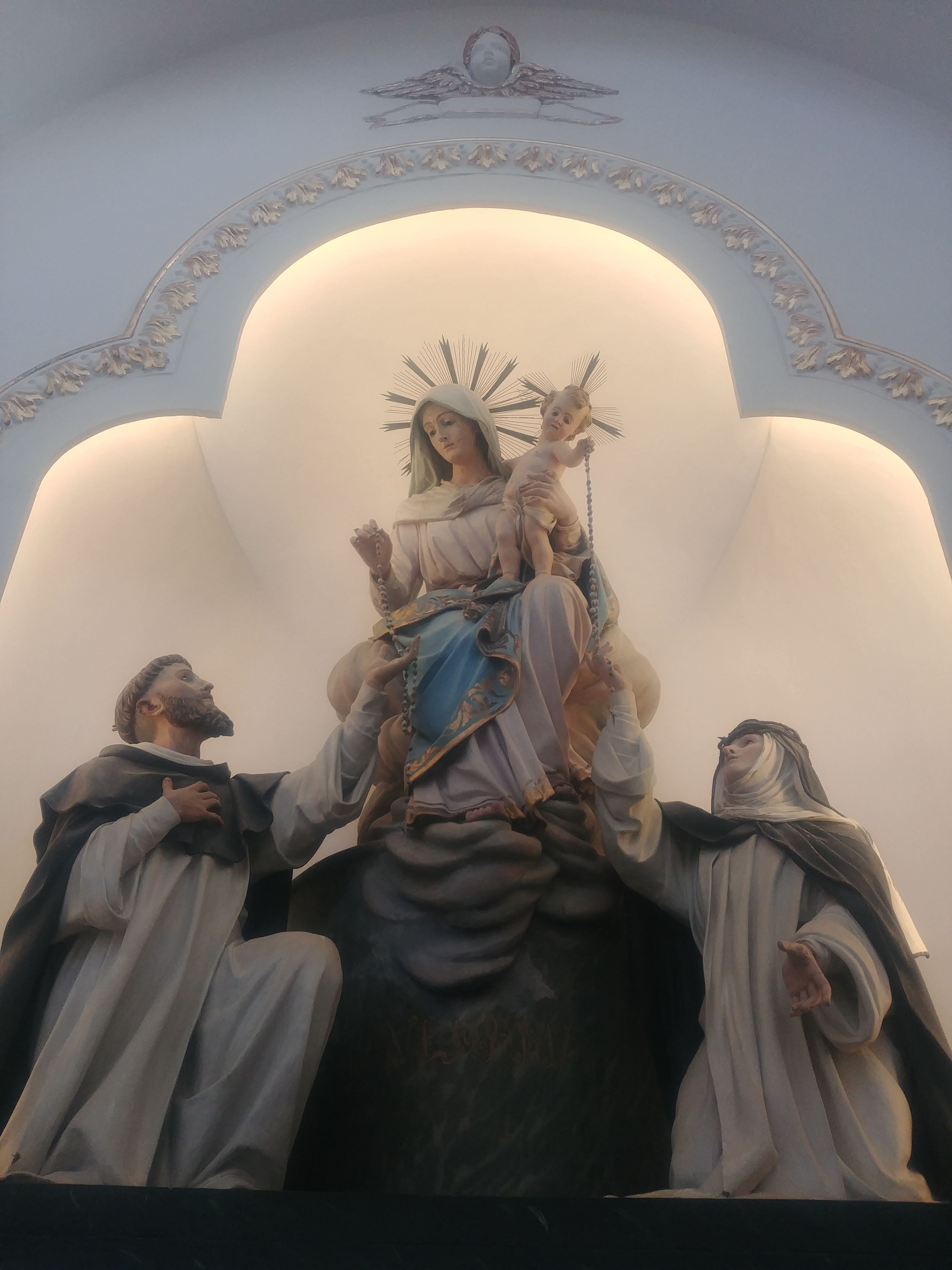
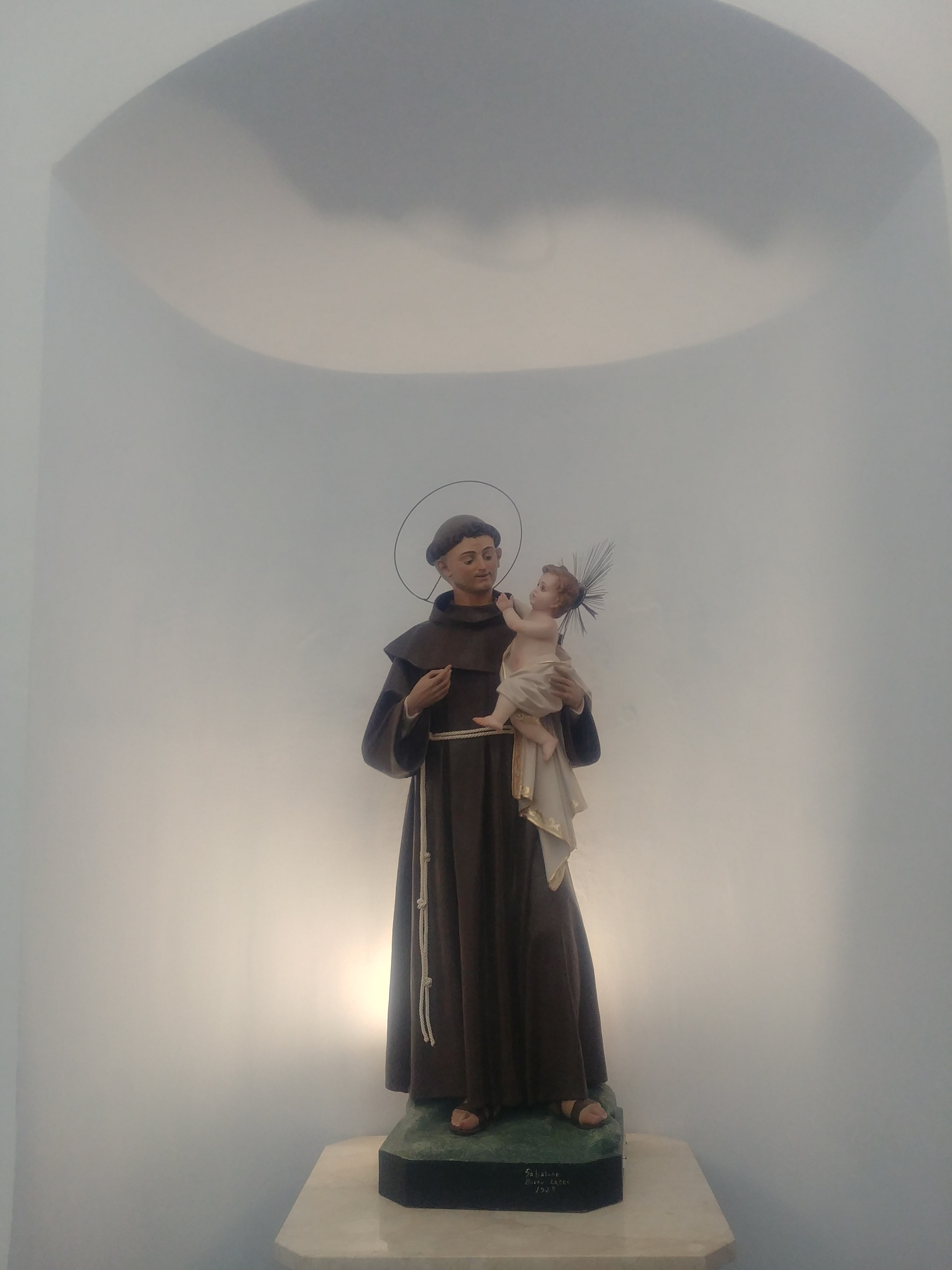
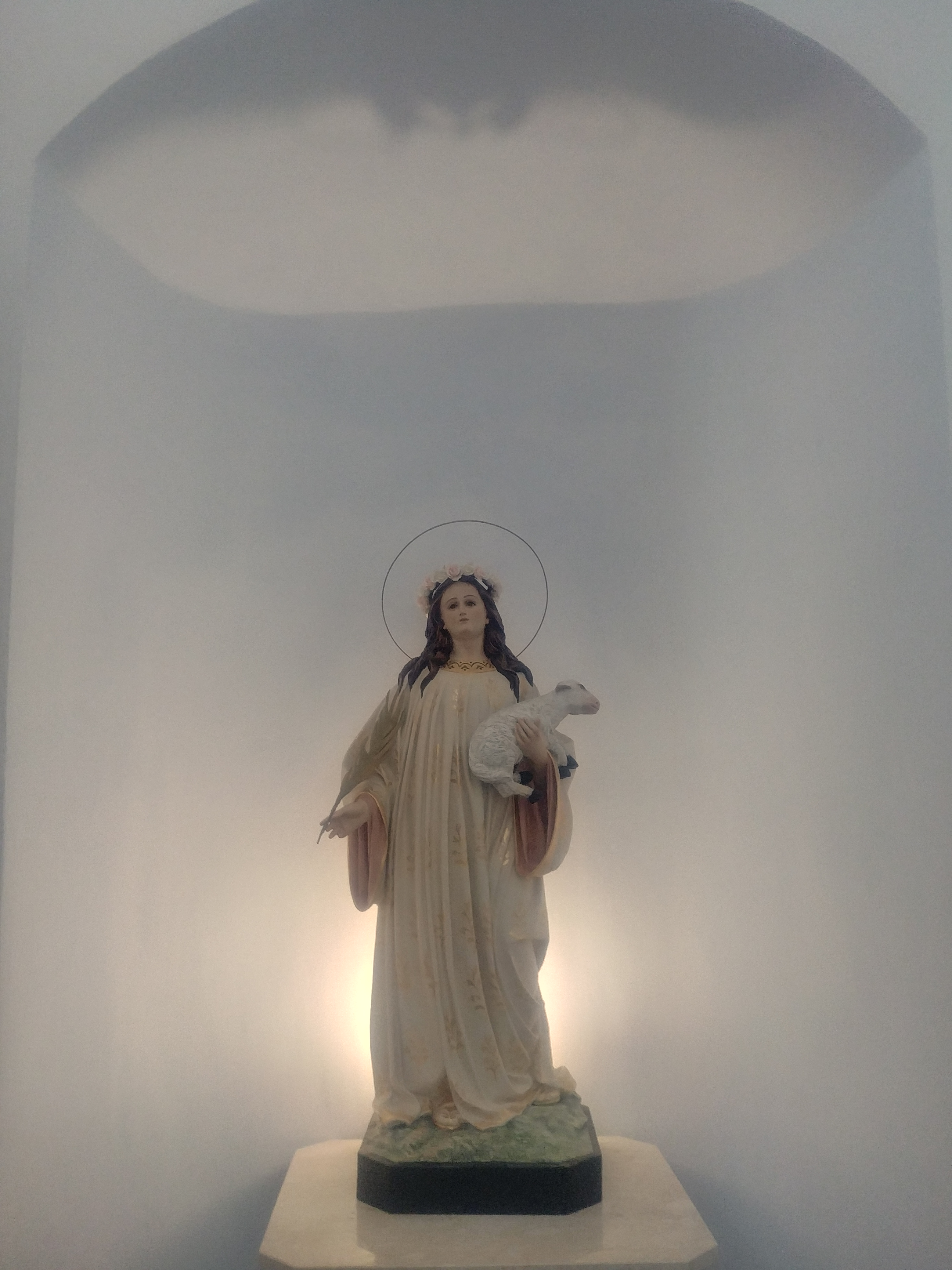